# Bosnia y Herzegovina en los Juegos Olímpicos de Salt Lake City 2002
Bosnia y Herzegovina estuvo representada en los Juegos Olímpicos de Salt Lake City 2002 por dos deportistas masculinos que compitieron en esquí alpino.
El portador de la bandera en la ceremonia de apertura fue el esquiador alpino Enis Bećirbegović. El equipo olímpico bosnio no obtuvo ninguna medalla en estos Juegos.